# Piemonte d'Istria
Piemonte d'Istria (in croato Završje, a volte indicato semplicemente come Piemonte) è una località della Croazia, frazione del comune istriano di Grisignana.

## Origini del nome
Il nome "Piemonte" significa "ai piedi del monte", dato che il paesino è posto su una collinetta ai piedi di due monti (del monte Ghersici e del monte Santa Croce, sul quale un tempo sorgeva un castelliere).

## Storia

Una cartolina da Piemonte d'Istria del 1908 (quando l'Istria faceva parte dell'Austria-Ungheria)

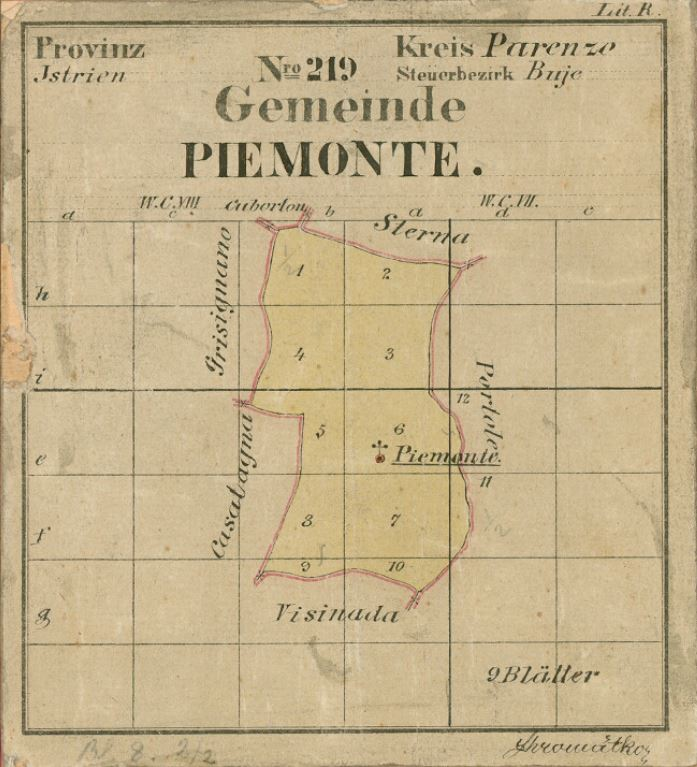
Mappa del 1819 di Piemonte d'Istria, quando l'Istria faceva parte dell'Austria-Ungheria. All'epoca i toponimi venivano scritti con il nome più usato e conosciuto dagli abitanti della zona, cioè l'italiano

Nato come un antico castello posto sulle colline affacciate sul fiume Quieto, appartenuto a lungo alla famiglia veneta dei Contarini, la città era protetta da una doppia cinta muraria sulla quale si aprivano due porte, delle quali rimane soltanto una, recentemente (2008) oggetto di restauro.
Fino al 1945 Piemonte d'Istria fu un attivo centro agricolo. Alla fine della seconda guerra mondiale, con la cessione dell'Istria alla Jugoslavia gran parte della popolazione di Piemonte d'Istria esodò in Italia, specialmente a Trieste, formando la Comunità di Piemonte d'Istria in esilio. L'esodo provocò l'abbandono dell'abitato, che nel 2000 contava soltanto una trentina di abitanti, contro gli oltre mille censiti prima della seconda guerra mondiale.
L'abitato, quasi del tutto abbandonato e con la quasi totalità degli edifici crollati, è al centro di alcuni programmi di recupero finanziati anche dall'Italia (precisamente da Marche, Friuli Venezia Giulia ed Emilia Romagna).

## Società

### Evoluzione demografica
| Evoluzione demografica | Evoluzione demografica | Evoluzione demografica | Evoluzione demografica | Evoluzione demografica | Evoluzione demografica | Evoluzione demografica | Evoluzione demografica | Evoluzione demografica | Evoluzione demografica | Evoluzione demografica | Evoluzione demografica | Evoluzione demografica | Evoluzione demografica | Evoluzione demografica | Evoluzione demografica |
| ---------------------- | ---------------------- | ---------------------- | ---------------------- | ---------------------- | ---------------------- | ---------------------- | ---------------------- | ---------------------- | ---------------------- | ---------------------- | ---------------------- | ---------------------- | ---------------------- | ---------------------- | ---------------------- |
| 1857                   | 1869                   | 1880                   | 1890                   | 1900                   | 1910                   | 1921                   | 1931                   | 1948                   | 1953                   | 1961                   | 1971                   | 1981                   | 1991                   | 2001                   | 2011                   |
| 901                    | 954                    | 530                    | 523                    | 514                    | 566                    | 1074                   | 1108                   | 251                    | 148                    | 100                    | 80                     | 73                     | 61                     | 59                     | 47                     |

### Etnie e minoranze straniere
|          |          |  |        |        |
| -------- | -------- |  | ------ | ------ |
| Italiani | Italiani |  | 45,90% | 45,90% |
| Istriani | Istriani |  | 29,50% | 29,50% |
| Croati   | Croati   |  | 11,47% | 11,47% |
| Serbi    | Serbi    |  | 1,63%  | 1,63%  |

## Galleria d'immagini

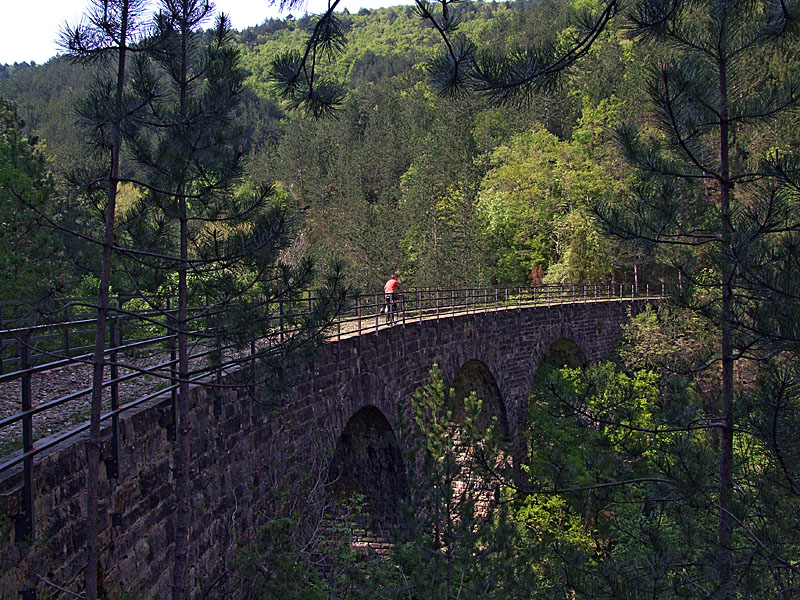
Immagine scattata nei pressi di Piemonte d'Istria
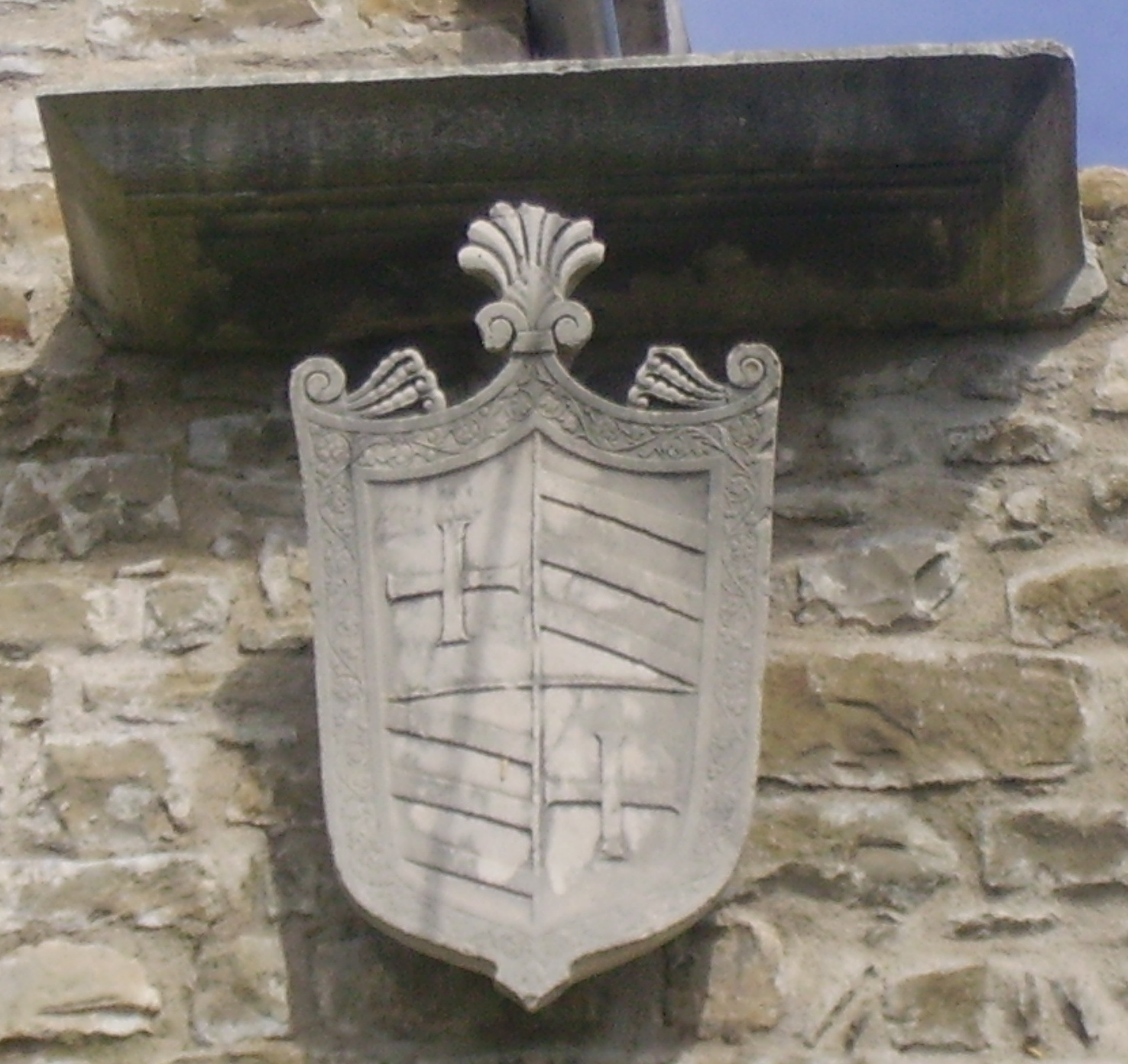
Stemma della famiglia Contarini sulla porta meridionale della città
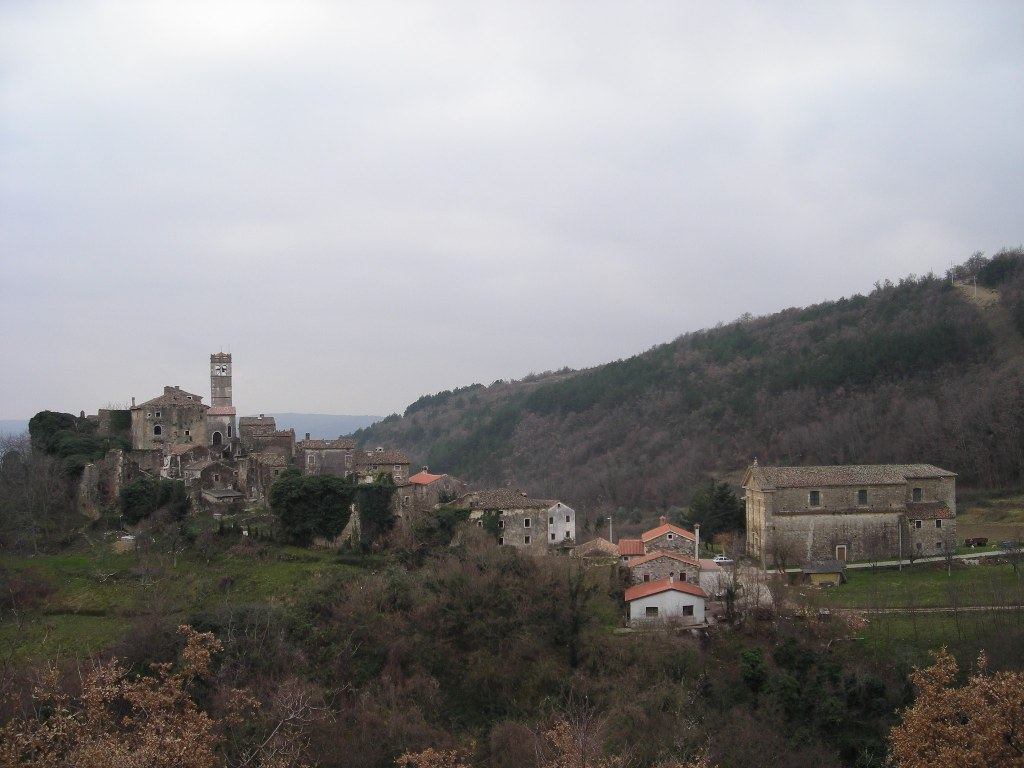
Foto dell'abitato (2005)

### Esuli

Esuli provenienti da Piemonte d'Istria a Trieste nel settembre 1953
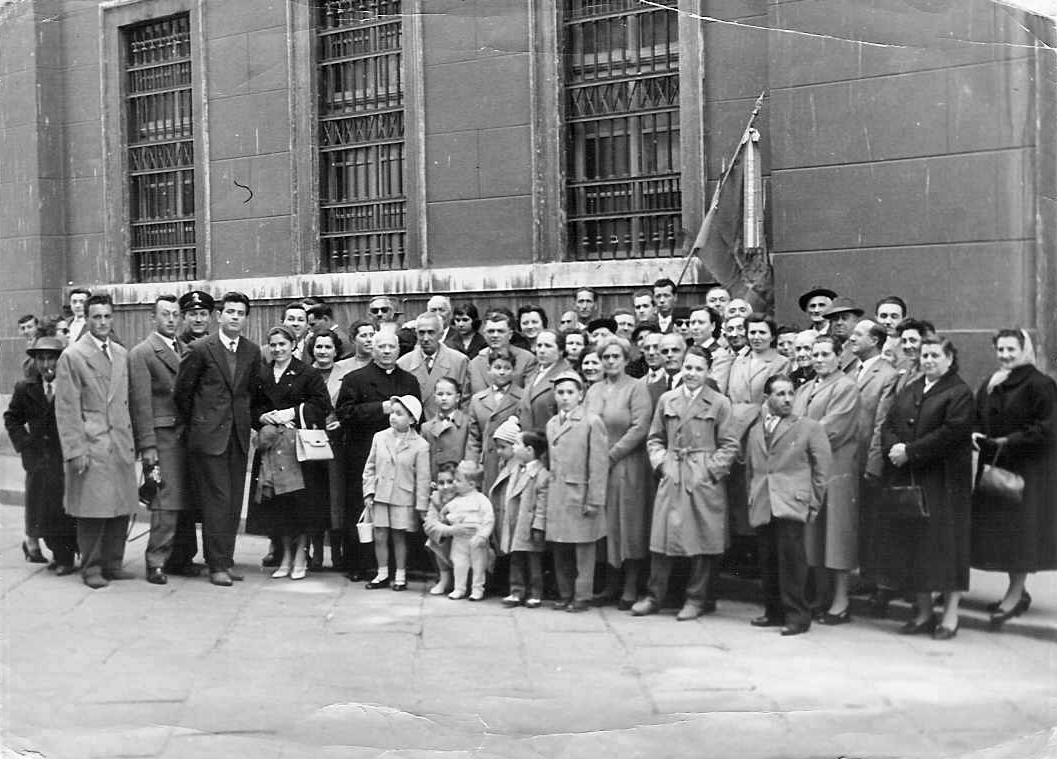
Esuli provenienti da Piemonte d'Istria a Trieste nel 1959, radunati per la festa patronale